# Liste des œuvres d'art de la Guyane
Cet article vise à recenser les œuvres d'art dans l'espace public de la Guyane, en France.

## Liste
Les œuvres sont classées par ordre alphabétique de communes et, au sein de celles-ci, par ordre chronologique d'installation, dans la mesure des informations disponibles.

### Sculptures
| Œuvre                                    | Auteur            | Commune                 | Localisation                                                            | Notes                                    | Installation | Coordonnées                        | Illustration                      |
| ---------------------------------------- | ----------------- | ----------------------- | ----------------------------------------------------------------------- | ---------------------------------------- | ------------ | ---------------------------------- | --------------------------------- |
| Statue de Joseph Paakiseli Apatou        | À déterminer      | Apatou                  | À déterminer                                                            | Représente Joseph Paakiseli Apatou (en). | 2016         | à géolocaliser                     | Statue de Joseph Paakiseli Apatou |
| Buste de Joseph Paakiseli Apatou         | À déterminer      | Apatou                  | À déterminer                                                            | Représente Joseph Paakiseli Apatou (en). | À déterminer | à géolocaliser                     | Image manquante                   |
| Monument à Gaston Monnerville,           | Jacques Canonici  | Cayenne                 | Dans le jardin botanique de Cayenne                                     |                                          | 1997         | 4° 56′ 20″ nord, 52° 19′ 13″ ouest | Image manquante                   |
| Colonne de la République                 | Paul Lecreux      | Cayenne                 | Sur la place des Palmistes                                              | Classé MH (1999).                        | 1890         | 4° 56′ 25″ nord, 52° 20′ 02″ ouest | Colonne de la République          |
| Monument à Félix Éboué                   | Maurice Gardon    | Cayenne                 | Sur la place des Palmistes                                              | Classé MH (1999).                        | 1957         | 4° 56′ 20″ nord, 52° 20′ 01″ ouest | Statue de Félix Éboué             |
| Les Chaînes brisées                      | À déterminer      | Cayenne                 | Intersection du boulevard Nelson Madiba Mandela et de la rue Schoelcher |                                          | 2011         | à géolocaliser                     | Les Chaînes brisées               |
| Cercle des esclaves                      | Guy Benth         | Cayenne                 | Sur la place du Coq                                                     |                                          | 2015         | à géolocaliser                     | Image manquante                   |
| Statue de saint Joseph et l'enfant Jésus | Martin Damay      | Cayenne                 | Sur l'île Saint-Joseph                                                  | Représente Joseph et Jésus-Christ.       | 2021         | à géolocaliser                     | Image manquante                   |
| Buste d'Anne-Marie Javouhey              | À déterminer      | Mana                    | Devant l'église Saint-Joseph                                            | Représente Anne-Marie Javouhey.          | À déterminer | 5° 40′ 01″ nord, 53° 46′ 38″ ouest | Buste d'Anne-Marie Javouhey       |
| Statue de Louis-Gustave Fayde            | À déterminer      | Matoury                 | Sur le parvis de l'hôtel de ville                                       |                                          | 2022         | à géolocaliser                     | Statue de Louis-Gustave Fayde     |
| Buste de Louis Athanase Théophane Régina | À déterminer      | Régina                  | Rue Gaston Monnerville                                                  |                                          | À déterminer | à géolocaliser                     | Image manquante                   |
| Marrons de la Liberté                    | Lobie Cognac      | Remire-Montjoly         | Sur le rond-point Adélaïde-Tablon                                       |                                          | 2008         | 4° 53′ 15″ nord, 52° 17′ 07″ ouest | Image manquante                   |
| Le Bagnard                               | Bertrand Piéchaud | Saint-Laurent-du-Maroni | À déterminer                                                            |                                          | 1993         | 5° 30′ 19″ nord, 54° 01′ 54″ ouest | Le Bagnard                        |

### Monuments aux morts
| Œuvre                                            | Auteur                              | Commune                 | Localisation                               | Notes                        | Installation | Coordonnées                        | Illustration                  |
| ------------------------------------------------ | ----------------------------------- | ----------------------- | ------------------------------------------ | ---------------------------- | ------------ | ---------------------------------- | ----------------------------- |
| Monument aux morts                               | A. Sanchez                          | Cayenne                 | Sur la place du Coq                        |                              | 1920         | 4° 56′ 10″ nord, 52° 20′ 04″ ouest | Monument aux morts de Cayenne |
| Monument aux morts                               | À déterminer                        | Cayenne                 | Dans le cimetière                          |                              | 1923         | à géolocaliser                     | Image manquante               |
| Poilu étreignant le drapeau (monument aux morts) | Copie d'après Charles-Eugène Breton | Iracoubo                | Route de l'espace (RN 1), devant la mairie |                              | 1960         | 5° 28′ 46″ nord, 53° 12′ 19″ ouest | Monument aux morts d'Iracoubo |
| Monument aux morts                               | À déterminer                        | Mana                    | Sur la place de la mairie                  |                              | À déterminer | à géolocaliser                     | Image manquante               |
| Monument aux morts                               | À déterminer                        | Régina                  | Près de la mairie                          |                              | À déterminer | à géolocaliser                     | Image manquante               |
| Monument aux soldats hmongs                      | À déterminer                        | Roura                   | Cacao                                      | Commémore les soldats hmongs | À déterminer | à géolocaliser                     | Monument aux soldats hmongs   |
| Monument aux morts                               | À déterminer                        | Saint-Georges           | À déterminer                               |                              | À déterminer | à géolocaliser                     | Monument aux morts            |
| Monument aux morts                               | À déterminer                        | Saint-Laurent-du-Maroni | Dans le cimetière                          |                              | À déterminer | à géolocaliser                     | Image manquante               |
| Monument aux morts                               | À déterminer                        | Sinnamary               | Avenue Constantin Verderosa                |                              | À déterminer | à géolocaliser                     | Monument aux morts            |

### Monuments pour une bataille ou un événement
| Œuvre                                 | Auteur       | Commune | Localisation                                          | Notes                                                            | Installation | Coordonnées                        | Illustration                          |
| ------------------------------------- | ------------ | ------- | ----------------------------------------------------- | ---------------------------------------------------------------- | ------------ | ---------------------------------- | ------------------------------------- |
| Monument à l'abolition de l'esclavage | À déterminer | Cayenne | Rue Lallouette, à côté de la cathédrale Saint-Sauveur | Commémore le décret d'abolition de l'esclavage du 27 avril 1848. | 1948         | 4° 56′ 24″ nord, 52° 19′ 54″ ouest | Monument à l'abolition de l'esclavage |

### Fontaines
| Œuvre                 | Auteur       | Commune | Localisation                                                                               | Notes             | Installation | Coordonnées                        | Illustration          |
| --------------------- | ------------ | ------- | ------------------------------------------------------------------------------------------ | ----------------- | ------------ | ---------------------------------- | --------------------- |
| Fontaine de Montravel | À déterminer | Cayenne | Sur la place Léopold-Héder                                                                 | Classé MH (1999). | 1867         | 4° 56′ 20″ nord, 52° 20′ 08″ ouest | Fontaine de Montravel |
| Fontaine              | À déterminer | Cayenne | Intersection de l'avenue du Général de Gaulle (RD 3) et du boulevard Nelson Madiba Mandela |                   | 1867         | 4° 56′ 24″ nord, 52° 19′ 36″ ouest | Image manquante       |

### Œuvres disparues ou retirées
| Œuvre                      | Auteur               | Commune | Localisation | Notes | Installation | Coordonnées                        | Illustration               |
| -------------------------- | -------------------- | ------- | --- | --- | ------------ | ---------------------------------- | -------------------------- |
| Fontaine Paul Dunez        | À déterminer         | Cayenne | Intersection de la rue de Choiseul (renommée avenue du Général de Gaulle par la suite) et de la rue d'Angoulême (renommée rue du 14 juillet par la suite) | | 1867         | 4° 56′ 22″ nord, 52° 19′ 46″ ouest | Image manquante            |
| Fontaine Merlet            | À déterminer         | Cayenne | Sur la place des Palmistes | Retirée en 1957 pour ériger le monument à Félix Éboué à sa place. | 1867         | 4° 56′ 20″ nord, 52° 20′ 01″ ouest | Image manquante            |
| Statue de Victor Schœlcher | Louis-Ernest Barrias | Cayenne | Sur la place Victor-Schœlcher | Classé MH (1999). Renversée dans la nuit du 17 au 18 juillet 2020 par des militants anticolonialistes. Remisée dans un entrepôt des services techniques de la ville pour la protéger. | 1897         | 4° 56′ 14″ nord, 52° 20′ 07″ ouest | Statue de Victor Schœlcher |